# Neil Trudinger
Neil Sidney Trudinger (Ballarat, 20 giugno 1942) è un matematico australiano, conosciuto per i suoi lavori sulle equazioni alle derivate parziali nonlineari.

## Riconoscimenti
- 1981 Australian Mathematical Society Medal
- 1996 Medaglia Hannan
- 2008 Premio Steele per l'insegnamento della matematica